# Municipio de Francis (Arkansas)
El municipio de Francis (en inglés: Francis Township) es un municipio ubicado en el condado de Cleburne en el estado estadounidense de Arkansas. En el año 2010 tenía una población de 855 habitantes y una densidad poblacional de 8,59 personas por km².

## Geografía
El municipio de Francis se encuentra ubicado en las coordenadas 35°33′59″N 92°3′36″O / 35.56639, -92.06000. Según la Oficina del Censo de los Estados Unidos, el municipio tiene una superficie total de 99.51 km², de la cual 81.01 km² corresponden a tierra firme y (18.59%) 18.5 km² es agua.

## Demografía
Según el censo de 2010, había 855 personas residiendo en el municipio de Francis. La densidad de población era de 8,59 hab./km². De los 855 habitantes, el municipio de Francis estaba compuesto por el 98.36% blancos, el 0.12% eran afroamericanos, el 0.47% eran amerindios, el 0.23% eran asiáticos, el 0.12% eran isleños del Pacífico, el 0.12% eran de otras razas y el 0.58% pertenecían a dos o más razas. Del total de la población el 0.82% eran hispanos o latinos de cualquier raza.